# Atomacera
Atomacera – rodzaj błonkówek z rodziny obnazaczowatych, jedyny w podrodzinie Atomacerinae.

## Zasięg występowania
Gatunki z tego rodzaju występują głównie w krainie Neotropikalnej, a także w Nearktycznej.

## Systematyka
Do Atomacera zaliczanych jest 35 gatunków:

- Atomacera caerulea
- Atomacera coerulescens
- Atomacera comana
- Atomacera crassitarsis
- Atomacera debilis
- Atomacera decepta
- Atomacera diasi
- Atomacera ebena
- Atomacera flava
- Atomacera ginga
- Atomacera hallex
- Atomacera heda
- Atomacera humeralis
- Atomacera josefernandezi
- Atomacera lepidula
- Atomacera lobula
- Atomacera lopesi
- Atomacera malleri
- Atomacera melini
- Atomacera mina
- Atomacera nama
- Atomacera ovata
- Atomacera petroa
- Atomacera plaumanni
- Atomacera pubicornis
- Atomacera pumila
- Atomacera raza
- Atomacera recta
- Atomacera romani
- Atomacera rufiventris
- Atomacera serrata
- Atomacera tria
- Atomacera triangulata
- Atomacera truculenta
- Atomacera zonia